# Benjamin Kowalewicz
Benjamin Kowalewicz (Montreal, 16 december 1975) is zanger van de Canadese punkband Billy Talent.

## Biografie
Kowalewicz is opgegroeid in Mississauga, Ontario, en woont tegenwoordig in Toronto. Kowalewicz is oorspronkelijk van Poolse afkomst. Kowalewicz ging naar de "Our Lady of Mount Carmel Secondary School", waar hij drummer was in een band genaamd "To Each His Own". Bassist Jonathan Gallant maakte eveneens deel uit van die band. Toen drummer Aaron Solowuniuk in Kowalewicz' plaats kwam, veranderde hij naar zang en ritmegitaar. De drie besloten samen door te gaan, en namen gitarist Ian D'Sa ook op in hun band. Kowalewicz heeft bij diverse radiostations en cd-winkels gewerkt, maar besloot dat hij liever zelf muziek wilde maken.